# 베치 코헤이아
베치 코헤이아(브라질 포르투갈어: Bethe Correia, 1983년 6월 22일 ~ )는 브라질의 종합격투기 선수이다. UFC 밴텀급에서 활동중인 선수이다.
코헤이아는 2015년 8월 2일 치러진 UFC 여자 밴텀급 챔피언전에서 론다 라우시에게 1라운드 34초 만에 KO패당하는 굴욕을 겪었다.